# Crinum uniflorum
Crinum uniflorum är en amaryllisväxtart som beskrevs av Ferdinand von Mueller. Crinum uniflorum ingår i släktet Crinum, och familjen amaryllisväxter. Inga underarter finns listade i Catalogue of Life.